# Капелла Бранкаччи
Капелла Бранкаччи (итал. Cappella Brancacci) — капелла в церкви Санта-Мария-дель-Кармине во Флоренции, знаменитая своими стенными росписями периода кватроченто (раннего итальянского Возрождения). Фрески Мазаччо в капелле Бранкаччи совершили революцию в западноевропейском изобразительном искусстве и предопределили направление его развития на несколько столетий вперёд.

## История

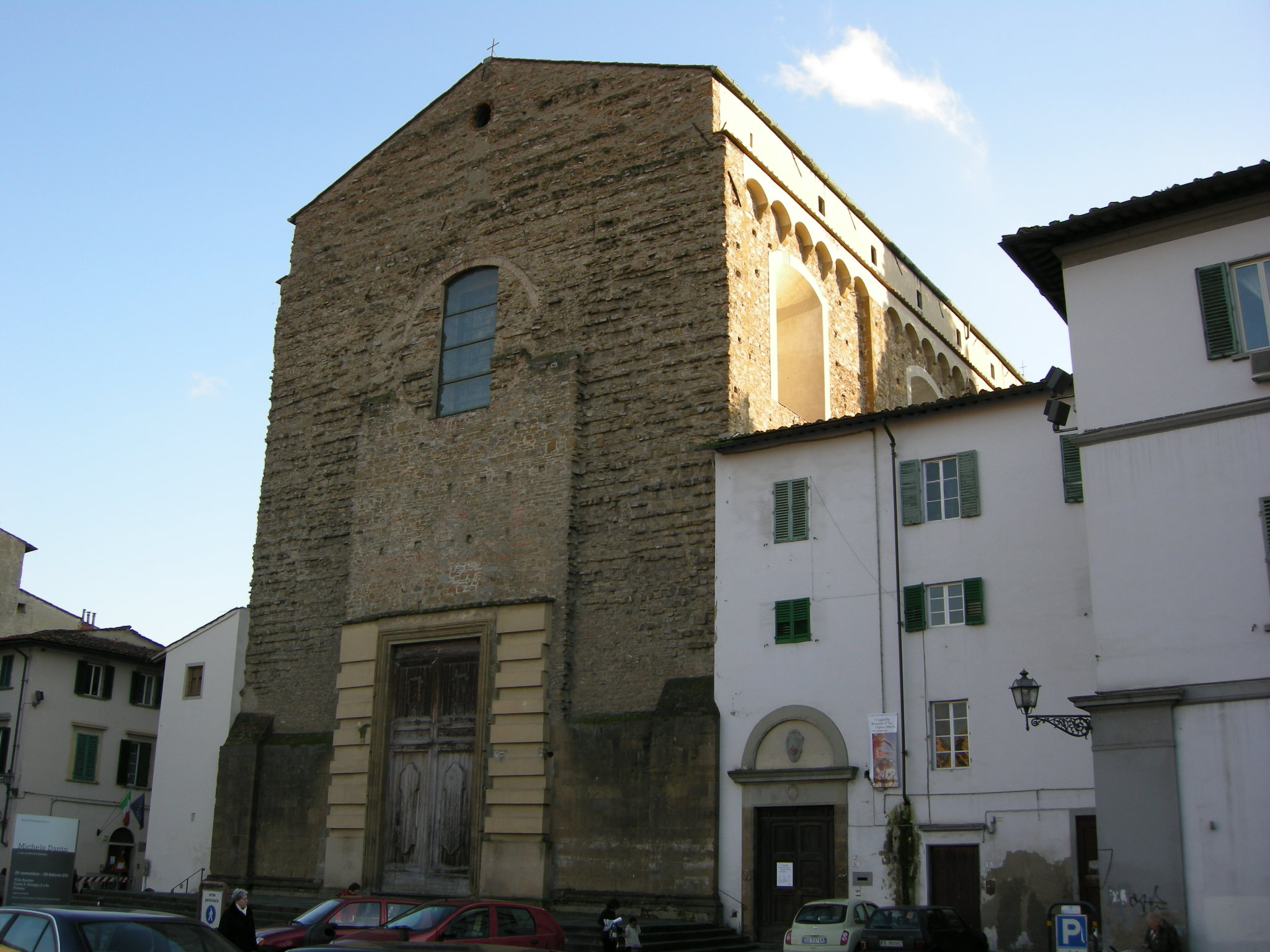
Церковь Санта-Мария-дель-Кармине во Флоренции, где находится капелла Бранкаччи, как многие старинные церкви, отличается непритязательным фасадом, скрывающим внутри настоящую жемчужину живописи (на оформление фасада в своё время не хватило средств)

20 февраля 1367 года Пьеро ди Пьювичезе Бранкаччи отдал приказ о возведении фамильной капеллы в строящейся с 1268 года церкви Кармине. В дальнейшем капелла Бранкаччи стала не просто частной семейной капеллой, она играла немалую роль в общественной жизни Флоренции: в ней находилась знаменитая икона XIII века «Мадонна дель Пополо», бывшая предметом общественного поклонения (перед ней были помещены трофеи пизанской войны). Поэтому, как писал В.Н. Лазарев, и роспись, которой украсили капеллу, содержала в себе ряд недвусмысленных намёков и аллюзий на общественные события того времени.

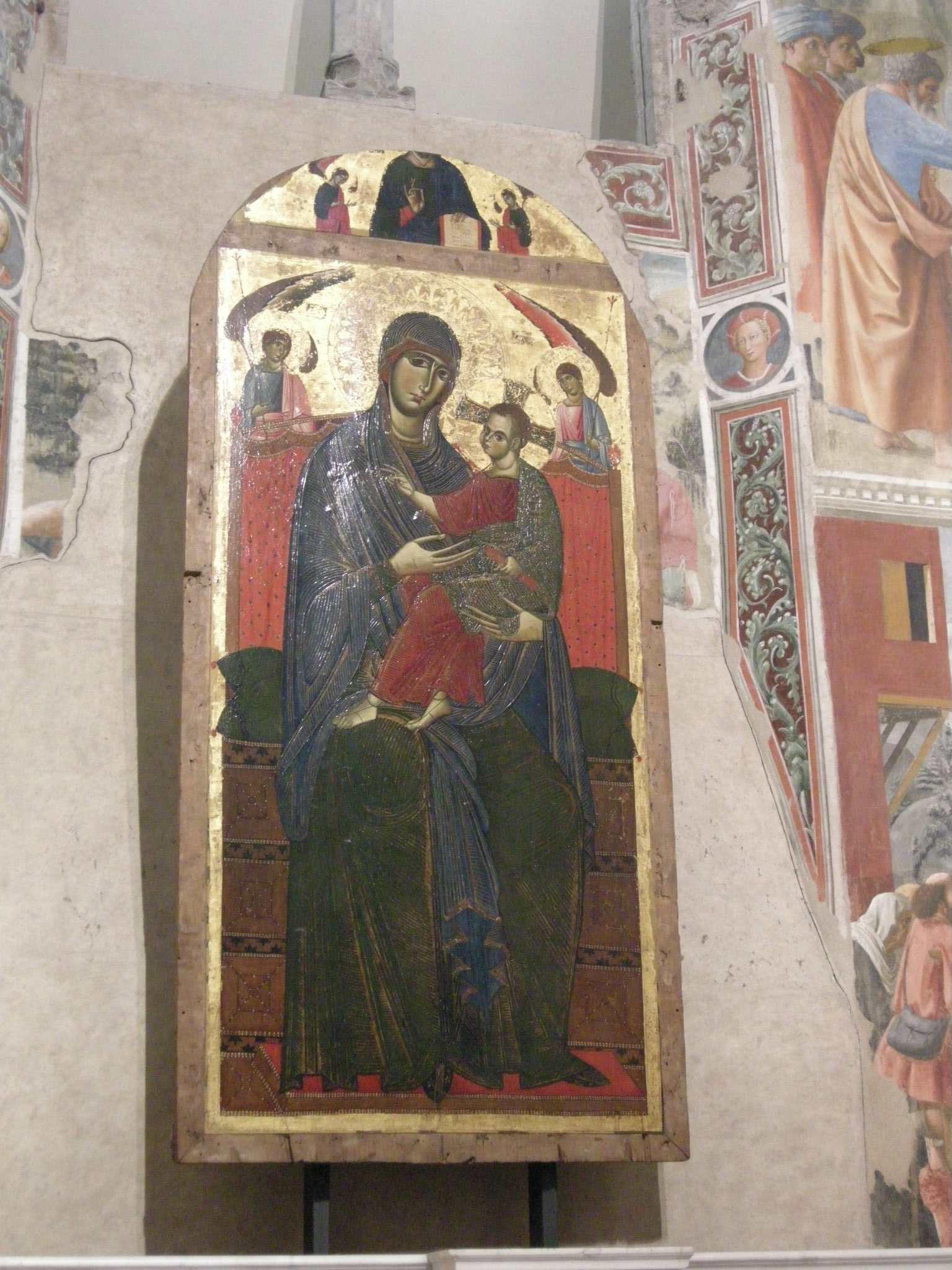
Мадонна дель Пополо. XIII века

Своим знаменитым фресковым циклом это помещение обязано потомку основателя капеллы, сопернику Козимо Медичи Старшего — влиятельному государственному деятелю Феличе Бранкаччи (итал. Felice Brancacci; 1382-ок.1450), который около 1422 года дал заказ Мазолино да Паникале и Мазаччо на роспись капеллы, находящейся в правом трансепте церкви (точных документированных дат работы над фресками не сохранилось). Известно, что Феличе Бранкаччи вернулся из посольства в Каире 15 февраля 1423 года, и вскоре после этого нанял Мазолино. Тот выполнил первый этап росписи: написал ныне утраченные фрески люнетов и свода, а затем художник уехал в Венгрию. Когда начался второй этап росписи, точно неизвестно — Мазолино вернулся из Венгрии лишь в июле 1427 года, но возможно его напарник Мазаччо принялся за работу ещё до его возвращения, в 1-й пол. 1420-х гг.
Работы над фресками были прерваны в 1436 году после возвращения Козимо Старшего из ссылки. Феличе Бранкаччи был заключён им в 1435 году на десять лет в тюрьму в Каподистрии, после чего в 1458 году был вдобавок объявлен мятежником с конфискацией всего имущества. Роспись капеллы была закончена только полвека спустя, третьим этапом. В 1485 году росписи были завершены художником Филиппино Липпи, которому удалось сохранить стилевые особенности работы своих предшественников (более того, по свидетельствам современников, он сам в детстве захотел стать художником, увидев фрески этой капеллы).
Капелла принадлежала семье Бранкаччи более четырёхсот лет — до 18 августа 1780 года, когда маркизы Рикорди подписали договор о выкупе патронажа за 2000 скуди. В XVIII веке фрески несколько раз реставрировались, а в 1771 году сильно пострадали от копоти большого пожара. Реставрации проводились в начале XX века и в 1940-1950-х годах. В 1988 году были проведены окончательные масштабные реставрационные работы по расчистке.
Как указывал В. Н. Лазарев, реставрации XVIII века коснулись не только живописи, но и архитектуры помещения: двустворчатое стрельчатое окно (бифорий), под которым находился алтарь и которое доходило до самого верха, было изменено на окно прямоугольной формы, входная арка в капеллу из стрельчатой была превращена в полукруглую, нервюрный свод и люнеты также подверглись переделке. В своё время архитектура капеллы выглядела более «готической», чем в наше время.

## Композиция росписей

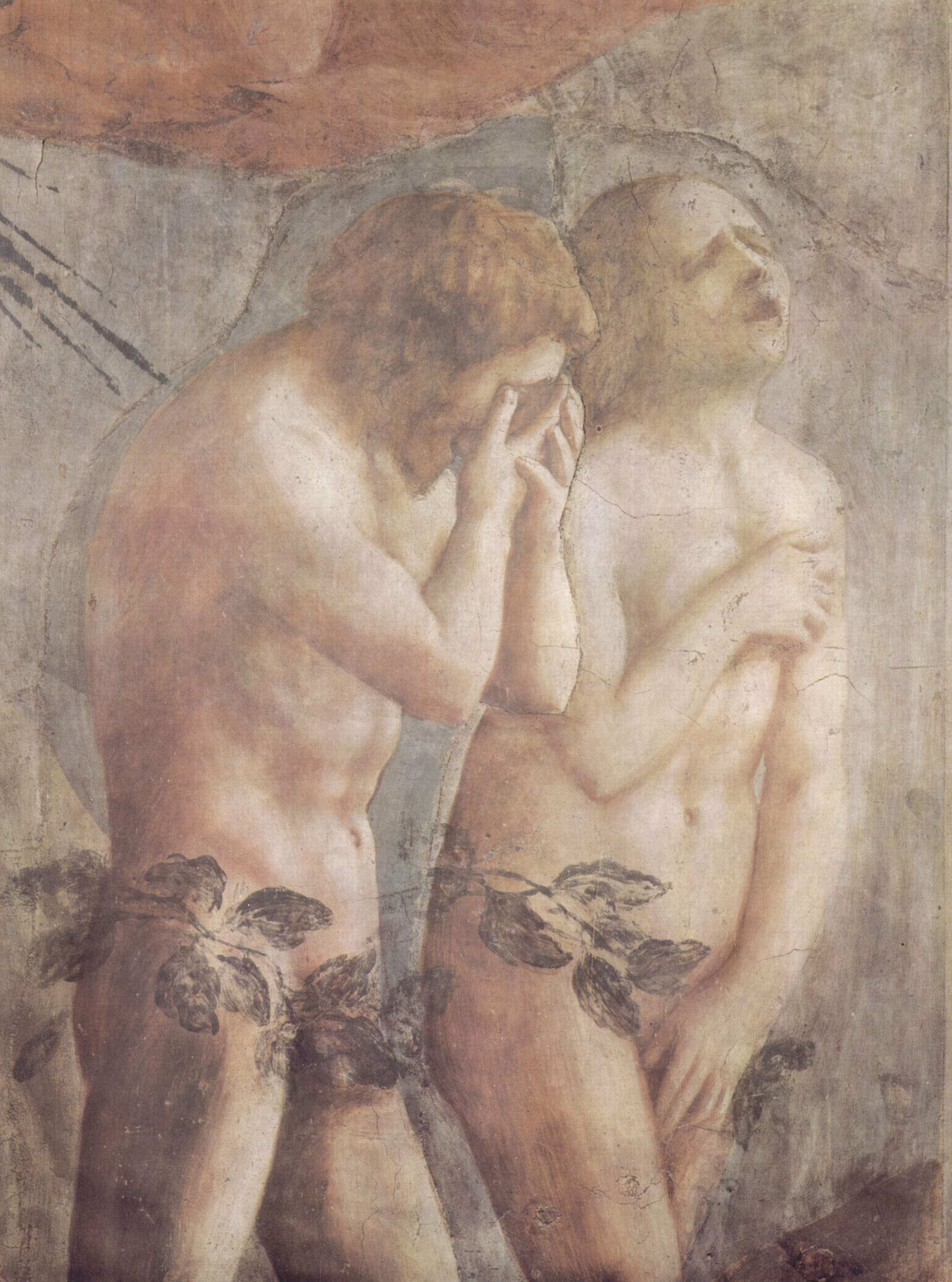
Мазаччо. Изгнание из рая. Деталь росписи до реставрации

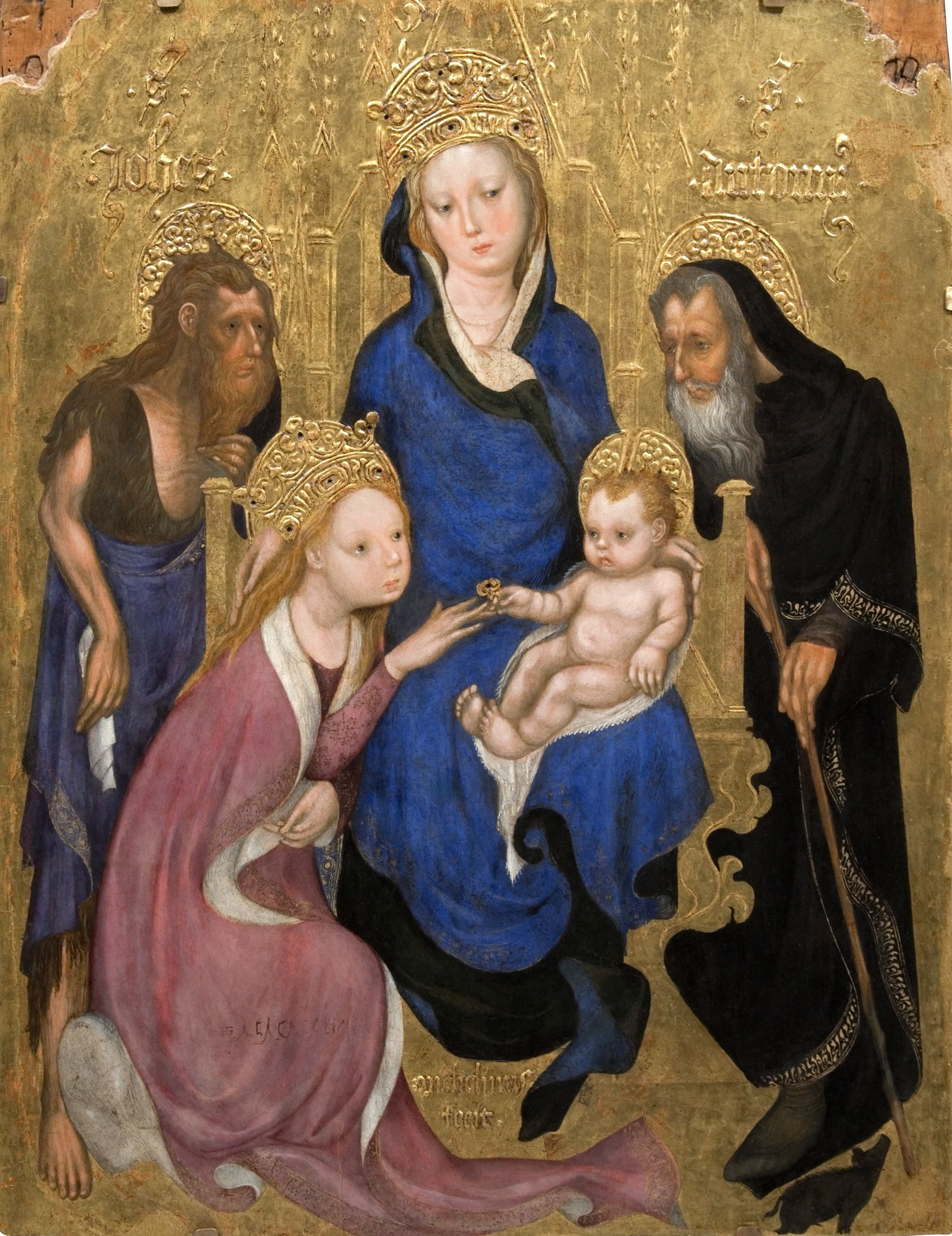
Микелино да Безоццо, Мистическое обручение святой Екатерины — картина, также написанная в 1420-е годы, пример стиля интернациональной готики, по сравнению с которым реалистичность фресок в капелле Бранкаччи стала настоящим потрясением

Основными темами фресок, по рекомендации заказчика, стали жизнь апостола Петра, грехопадение и изгнание Адама и Евы из Рая. Фрески расположены в два ряда по боковым и задней стенам капеллы (третий ряд люнет утрачен). В нижней части изображена панель, имитирующая мраморную облицовку.
Всего сохранилось двенадцать сцен, шесть из которых полностью, или почти полностью, написаны Мазаччо. Цикл начинается с «Грехопадения» Адама и Евы (правая стена вверху) и продолжается «Изгнанием из Рая» (левая боковая стена вверху). Затем идут «Чудо со статиром», «Проповедь апостола Петра трём тысячам», «Крещение Петром неофитов», «Исцеление Петром калеки», «Воскрешение Тавифы». Слева внизу: «Павел навещает Петра в темнице»; «Воскрешение сына Теофила»; «Пётр, исцеляющий больных своей тенью»; «Пётр, распределяющий имущество общины между бедными»; «Распятие Петра и спор Петра с Симоном Волхвом»; «Ангел освобождает Петра из темницы». Композиции вертикальных изображений, как правило, соединяют несколько разновремённых эпизодов, что является данью средневековой традиции изобразительного рассказа.

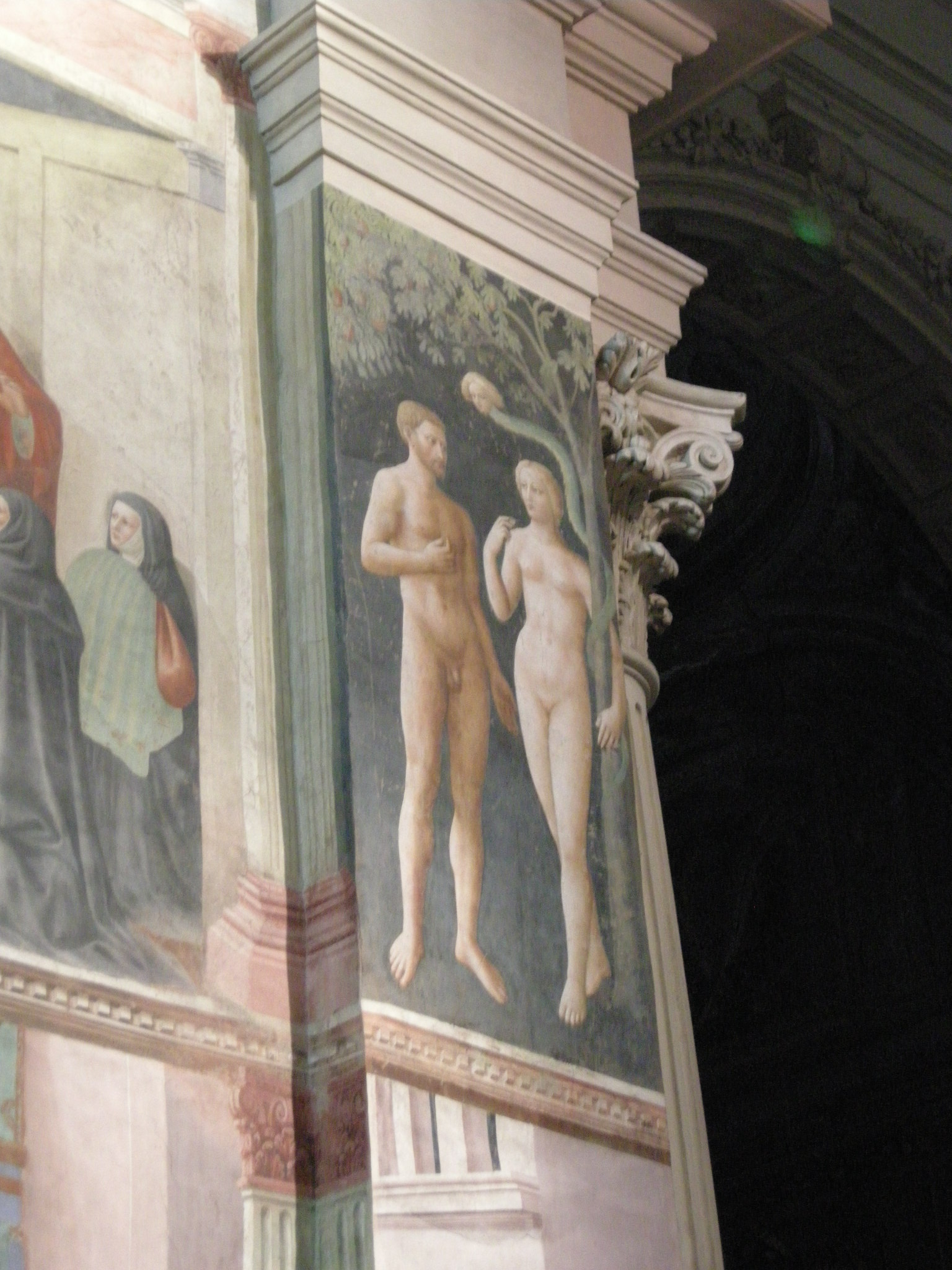
Грехопадение

По углам капеллы размещены сдвоенные пилястры, отделяющие фрески алтарной сцены от фресок боковых стен. Пилястры несут карниз с сухариками, который проходит между регистрами (такой же карниз находился несомненно и над вторым регистром). Вероятно, аналогичные пилястры были размещены также в конце боковых регистров, около входной арки (крайние фрески были частично срезаны при её перестройке).
- утраченные фрески:
  - В 1422 году церковь была освящена, и Мазаччо затем запечатлел это событие на одной из фресок церкви, называвшейся «Сагра» и бывшей затем весьма знаменитой, но, увы, уничтоженной в начале XVII века во время ремонта[3].
  - росписи люнет (в том числе «Призвание Петра и Андрея») и сводов работы Мазолино

### Художественные достоинства росписи
Фрески Мазаччо в Капелле Бранкаччи считаются шедевром ренессансной живописи флорентийской школы, их отличают чёткость линий, жизненная конкретность в изображении персонажей и способность художника проникать в характеры изображаемых лиц. Мазаччо прожил всего двадцать семь лет, и именно этот цикл остался его главным произведением.
Фрески Мазаччо, благодаря применённым им художественным новациям — в частности, использованию мало известной в то время линейной перспективы и распределению фигур «по планам», сразу стали образцом для подражания, а позднее их стали называть «основанием, на котором зиждется всё здание европейской живописи». В «Жизнеописаниях наиболее знаменитых живописцев» приведён длинный список итальянских художников, которые, по мнению Вазари, обязаны влиянию Мазаччо своими достижениями:

«Все прославленные скульпторы и живописцы с того времени и поныне, упражнявшиеся и учившиеся в этой капелле, стали превосходными и знаменитыми, а именно фра Джованни да Фьезоле, фра Филиппо, Филиппино, её завершивший, Алессио Бальдовинетти, Андреа дель Кастаньо, Андреа дель Верроккио, Доменико Гирландайо, Сандро Ботичелли, Леонардо да Винчи, Пьетро Перуджино, фра Бартоломео да Сан Марко… и божественный Микеланджело Буонарроти… Также и Рафаэль Урбинский отсюда извлёк начало своей прекрасной манеры… и, в общем, все те, кто стремился научиться этому искусству, постоянно ходили учиться в эту капеллу, чтобы по фигурам Мазаччо усвоить наставления и правила для хорошей работы».

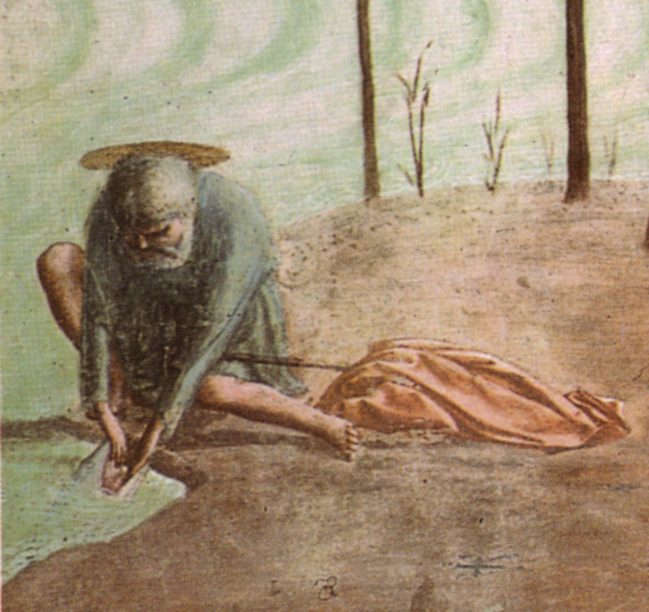
Чудо со статиром. Деталь росписи. Апостол Пётр по приказу Иисуса вылавливает рыбу, внутри которой окажется требуемая монета на уплату пошлины

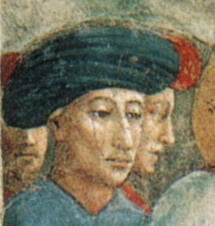
Мазолино. Проповедь Петра.

Важным достоинством работы Мазаччо стало то, что он обратил особое внимание на достоверную передачу особенностей фигур своих персонажей, применив наблюдения античной скульптуры — поэтому изображённые им фигуры кажутся обладающими реальными, массивными телами. Кроме того, он поместил фигуры в конкретную архитектурную среду, обращая внимание на расположение окна в капелле, и написав предметы так, будто они освещаются из этого реального источника света. Поэтому они кажутся трёхмерными: этот объём передан посредством мощной светотеневой моделировки. Вдобавок, фигуры соотнесены по масштабу с пейзажным фоном, который также написан с учётом перспективы.
В. Н. Лазарев писал об особенностях колорита фресок Капеллы Бранкаччи: «Мазаччо, как все флорентинцы, подчинял цвет форме, с помощью цвета выявлял её пластику. Из его палитры исчезают бледные цвета, цвет становится плотным и весомым. Мастер отдает предпочтение лиловым, синим, оранжево-желтым, темно-зеленым, темно-фиолетовым и черным цветам, белый цвет играет в его росписях весьма скромную роль, всегда тяготея к серому. По сравнению с высветленной позднеготической красочной гаммой цвет Мазаччо воспринимается гораздо более материальным, тесно связанным со структурой формы. Из колористической гаммы исчезло все сказочное и праздничное, зато она стала намного серьёзнее и значительнее. И благодаря свету приобрела такую пластическую выразительность, что рядом с нею колористические решения позднеготических мастеров выглядят всегда несколько наивными».

### Иконографическая программа

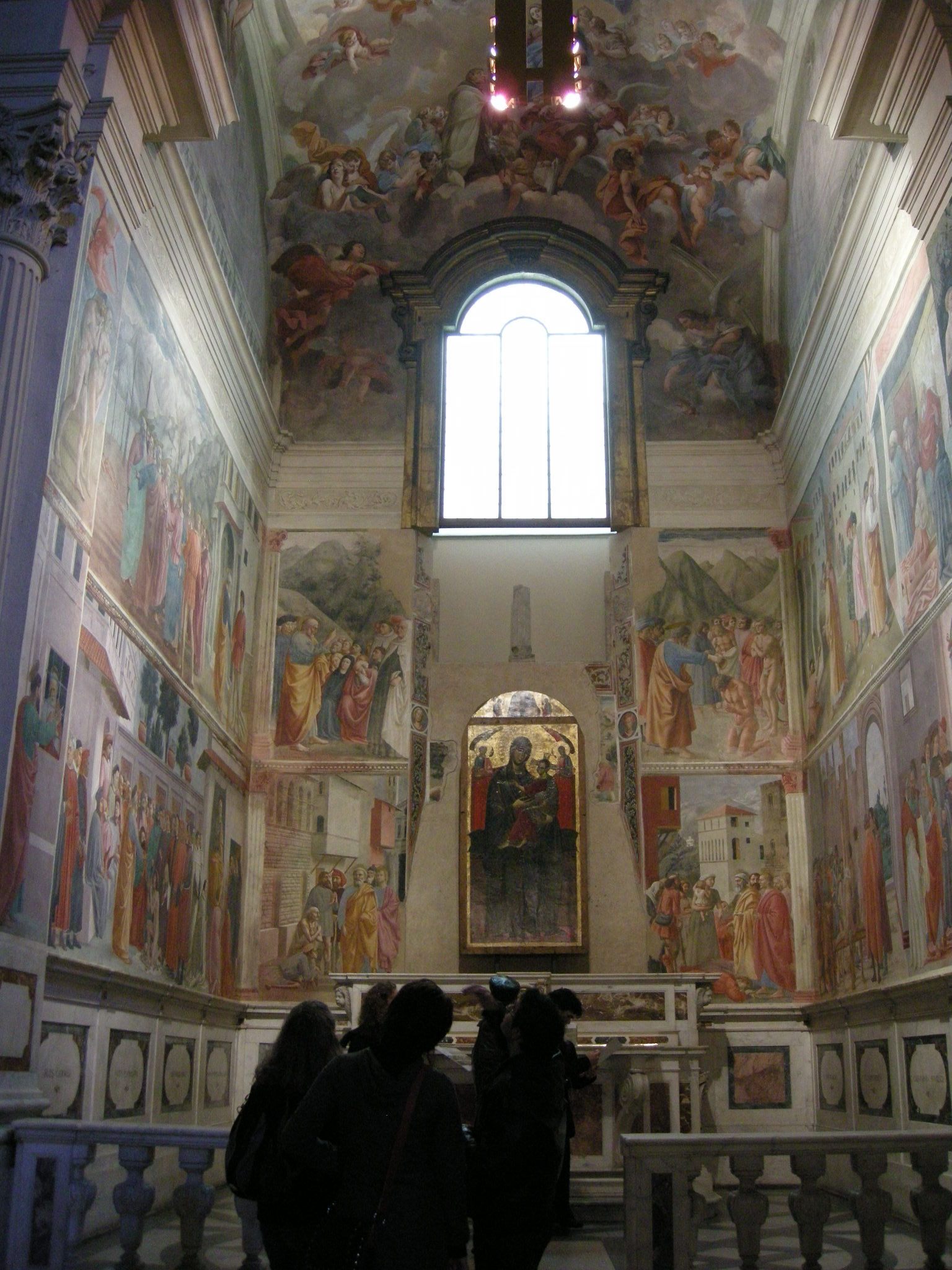

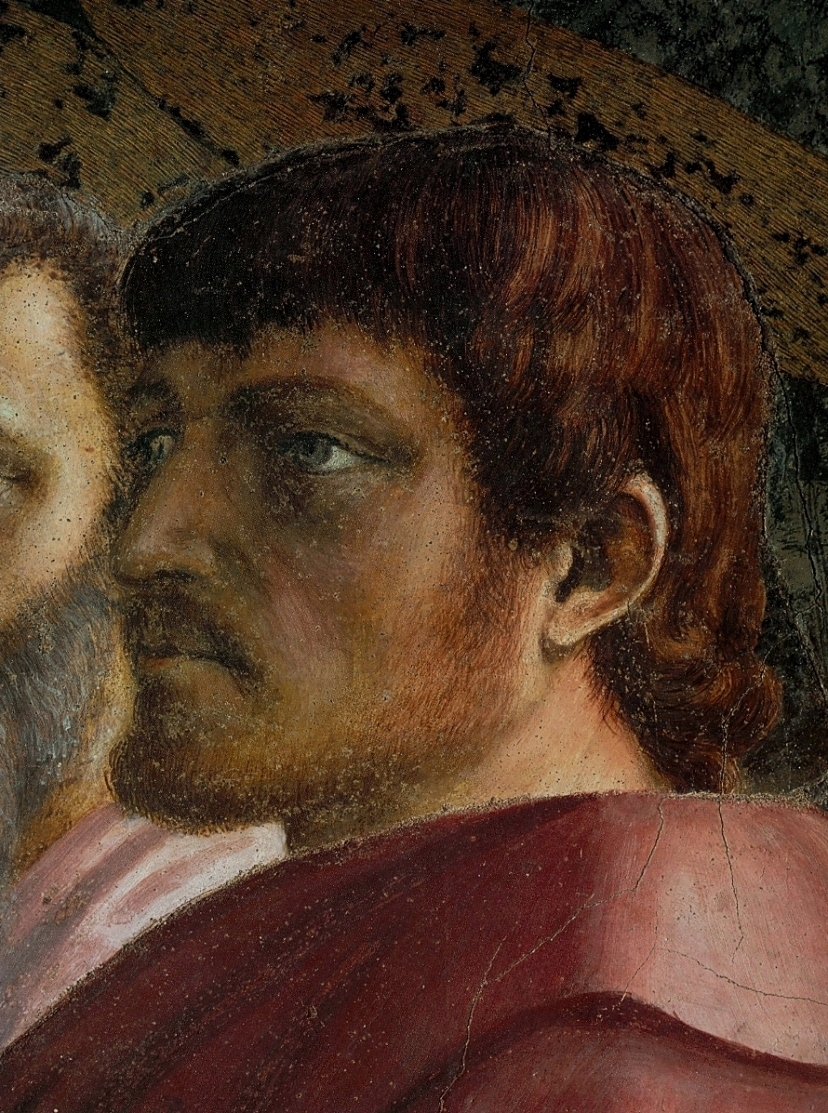
Чудо со статиром. Предполагаемый портрет заказчика Феличе Бранкаччи

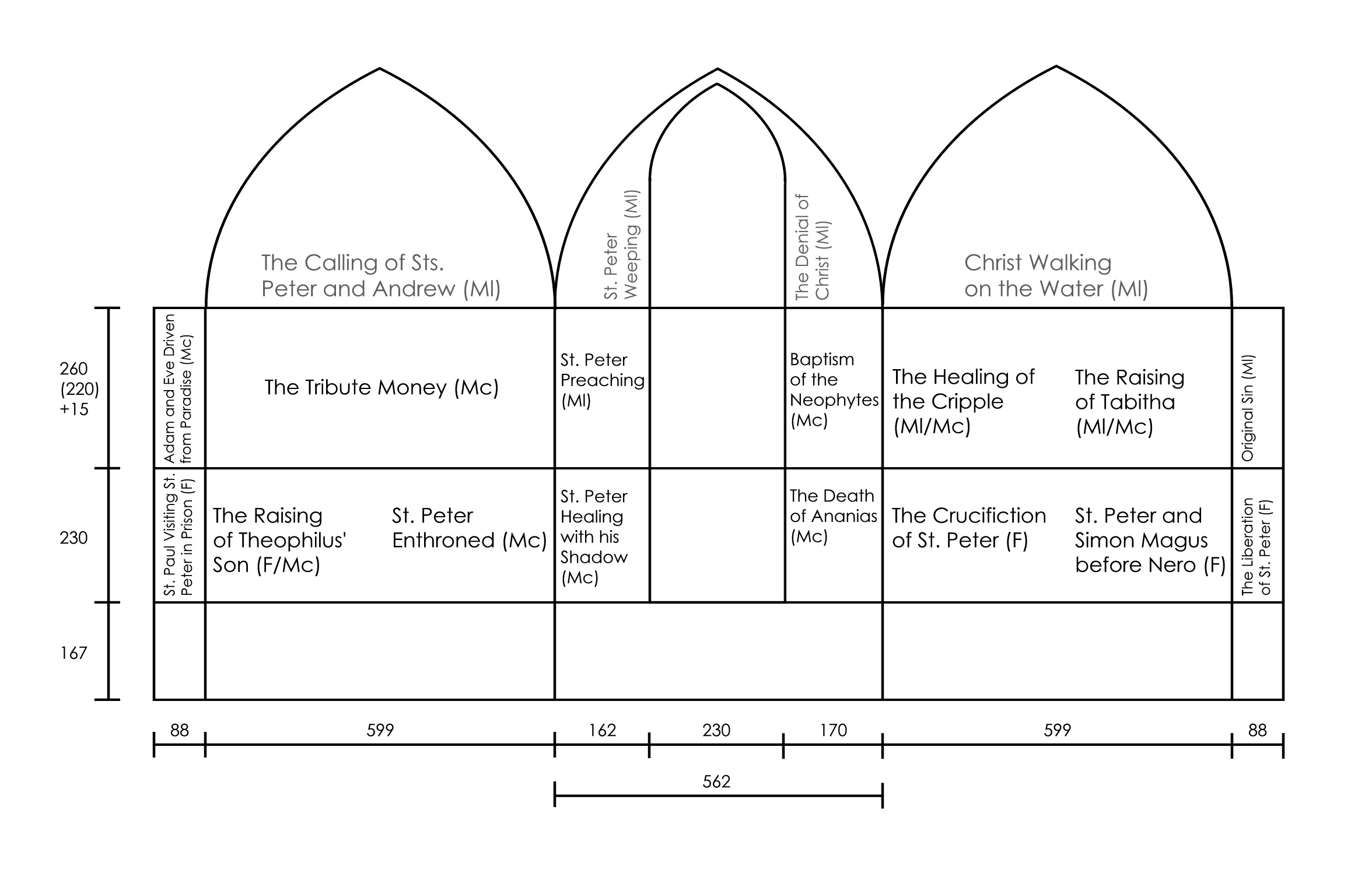

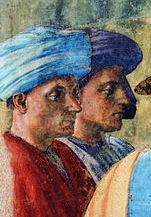
Мазаччо. Крещение Петром новообращённых. Деталь

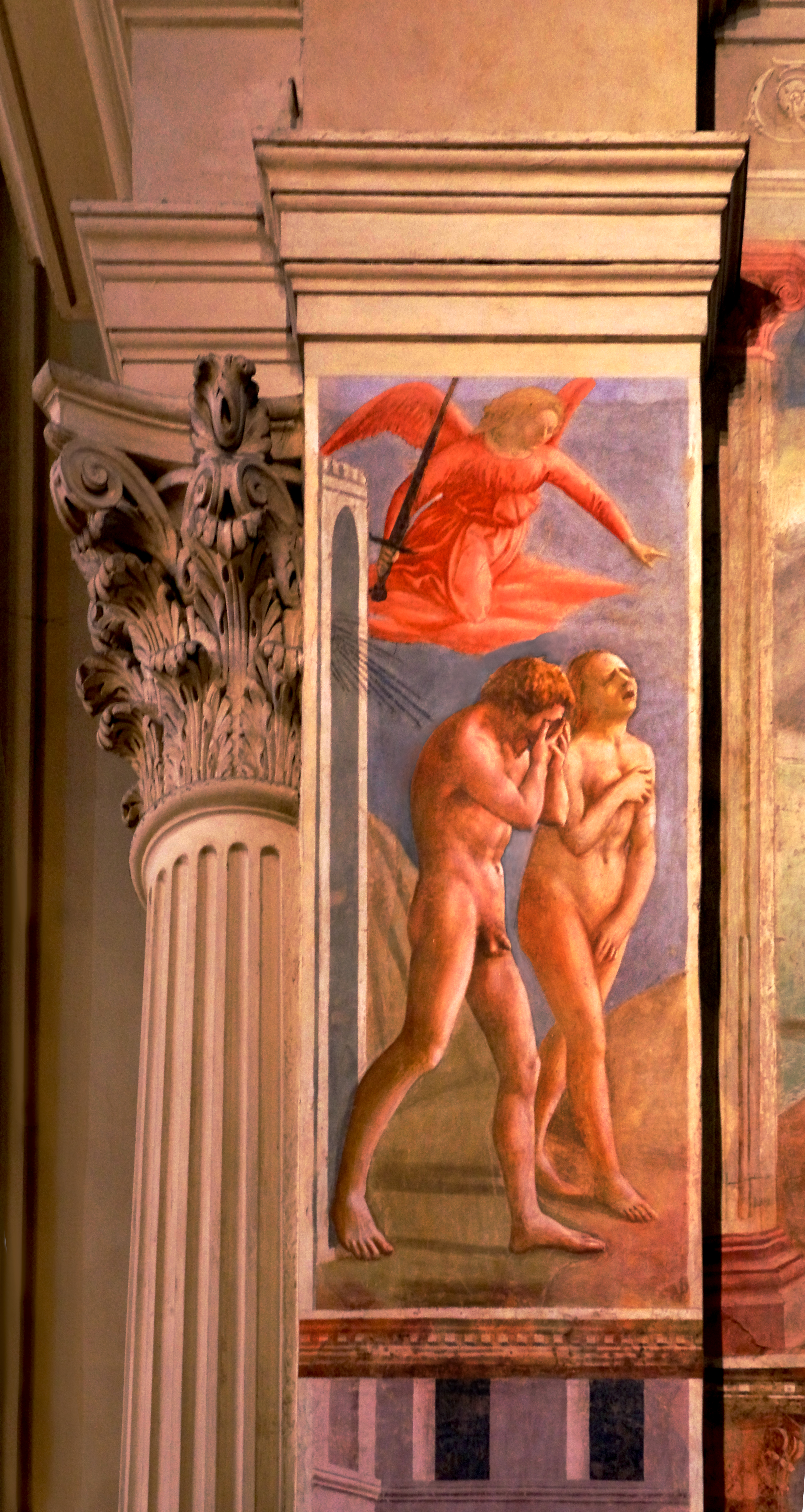
Изгнание из Рая

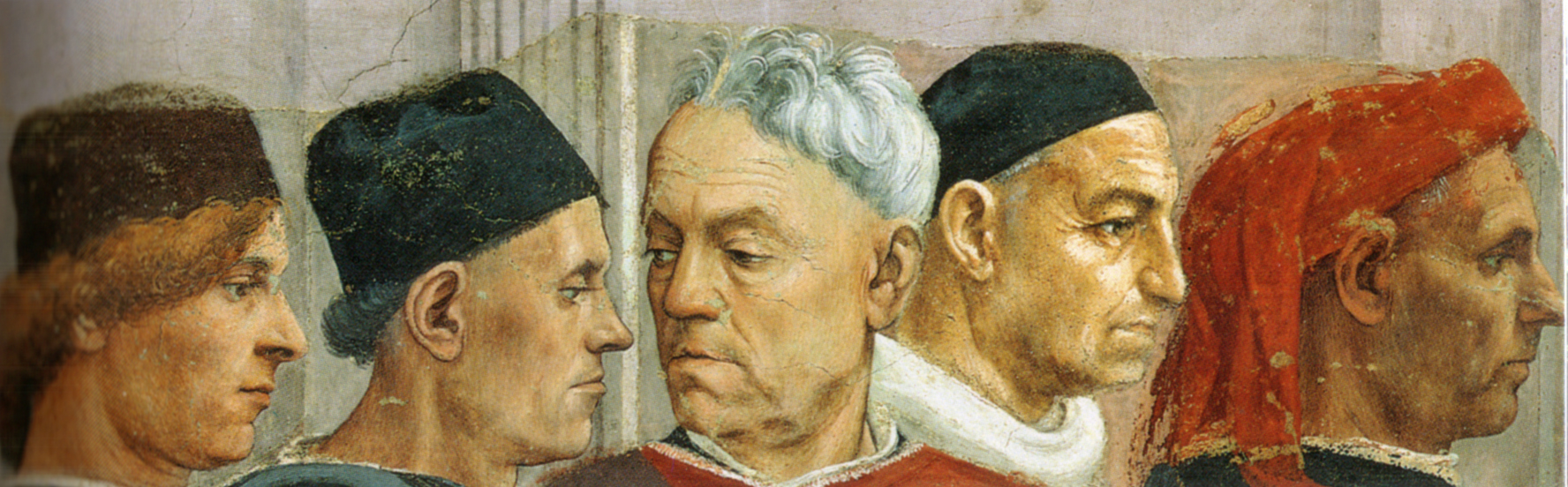
Портретные профили в левой группе на фреске «Воскрешении сына Теофила»

В. Н. Лазарев указывал, что по предположениям историков искусства, выбор темы для фресок мог иметь особую историческую подоплёку. Так, апостол Пётр был особенно важен, поскольку являлся первым римским епископом, который завещал главенство надо всей христианской церковью римским папам. Эта тема имела злободневный аспект, особенно после Констанцского собора, где власть и права папы оспаривались со многих сторон. Кроме того, Пётр основал церковь в Иерусалиме, а из этого города происходил орден кармелитов, которому принадлежала церковь Санта-Мария-дель-Кармине. Кроме того, выдвигались версии, что в выборе отдельных сцен могли играть роль недавние события, как например, введение подоходного налога (catasto) в мае 1427 года, отклик на который, возможно, содержится в сцене «Чудо со статиром».
По-видимому, при составлении иконографической программы Мазолино и Мазаччо руководствовались текстом XLIV главы «Золотой легенды» Иакова Ворагинского, где Пётр прославляется в качестве царя народов, священника-пастыря всего духовенства и наставника всех христиан. Почему в цикл по краям второго регистра включены две библейские сцены («Грехопадение» и «Изгнание из рая»), не совсем ясно. Скорее всего, это предостережение против греха.
О стиле портретов Мазаччо мы можем судить по двум головам из «Крещения Петром новообращённых» из Капеллы Бранкаччи, которые трактованы портретно, с учётом перспективного сокращения черт лица, светотеневой проработкой форм и чередованием пространственных планов. Возможно, это два члена семьи Бранкаччи, то, что они являются «дополнением», бросается в глаза. Мазолино в своей фреске «Проповедь Петра» из той же капеллы пошёл по тому же пути (три фигуры за спиной апостола, трактованные портретно). Вазари считал, что Мазаччо написал автопортрет в «Чуде со статиром», по другим предположениям — это заказчик Феличе Бранкаччи, а автопортрет — третий с правого края в «Воскрешении сына Теофила». В той же фреске слева от престола Петра изображён монах-кармелит, возможно настоятель монастыря Санта-Мария-дель-Кармине.
Также изображения Фелиппе Бранкаччи, его семьи и приверженцев находились на фреске «Воскрешение сына Теофила», но после его падения они были подвергнуты damnatio memoriae со стороны властей и выскоблены. Взамен их в 1481—1483 годах Липпи написал новые фигуры (левая группа, восемь фигур в центральной части между профильным изображением кармелита и склонившимся над воскрешенным мальчиком, фигура самого мальчика). В этой же фреске присутствуют другие портреты — Козимо Медичи, Джан Галеаццо Висконти, Колуччо Салутати, Луиджи Пульчи в левой группе, автопортрет в крайней правой группе — выглядывающее на зрителя молодое лицо.

## Фресковый цикл

### Левая сторона
Левая стена, верхний ряд:

«Изгнание из Рая» (Мазаччо), «Чудо со статиром» (Мазаччо), «Проповедь Петра трем тысячам» (Мазолино)
Левая стена, нижний ряд:

«Павел навещает Петра в темнице» (Филиппино Липпи), «Воскрешение сына Теофила и апостол Пётр на кафедре» (Мазаччо, закончена Липпи; кафедра была возведена для Петра правителем Антиохии Теофилом, обратившимся в христианство), «Пётр исцеляет больных своей тенью» (Мазаччо)

### Правая сторона
Правая стена, верхний ряд:

«Крещение Петром неофитов» (Мазаччо), «Святой Пётр, исцеляющий калеку и воскрешающий Тавифу» (Мазолино и Мазаччо), «Грехопадение» (Мазолино) 
Правая стена, нижний ряд:

«Петр, распределяющий имущество общины между бедными, смерть Анании и Саффиры» (Мазаччо), «Диспут с Симоном Волхвом и распятие Петра» (Филиппино Липпи), «Освобождение Петра из темницы» (Филиппино Липпи)